# أكزيريس جليدي
أكزيريس جليدي (الاسم العلمي:Axyris glacialis) هو نوع غير مؤكد من النباتات يتبع جنس الأكزيريس من الفصيلة القطيفية.